# Хёг-Кристенсен, Йонас
Йонас Хёг-Кристенсен (дат. Jonas Høgh-Christensen; род. 21 мая 1981, Копенгаген) — датский яхтсмен, выступает в классе гоночных яхт Финн и Лазер.

## Карьера
На Олимпийских играх 2012 года в Лондоне Хёг-Кристенсен добился своего самого громкого успеха. Он завоевал серебряную медаль, уступив только британцу Бену Эйнсли. Причем после первой части соревнований датчанин возглавлял зачет. До этого спортсмен участвовал на Олимпийских играх в Афинах и Пекине.

## Выступления на Олимпиадах
| Олимпиада           | Дисциплина | Место |
| ------------------- | ---------- | ----- |
| Афины 2004          | Лазер      | 9     |
| Пекин 2008          | Финн       | 6     |
| Лондон 2012         | Финн       | 2     |
| Рио-де-Жанейро 2016 | Финн       | 16    |